# 派氏燭光魚
派氏燭光鱼（学名：Polyipnus paxtoni）为輻鰭魚綱巨口魚目褶胸鱼科的其中一種。分布於中西太平洋的澳洲昆士蘭海域，為深海魚類，棲息深度可達300公尺，會進行垂直性洄游，體長可達4.9公分。